# Hôtel Emily Morgan
L'hôtel Emily Morgan (en anglais : The Emily Morgan Hotel) est un hôtel américain situé à San Antonio, au Texas. Construit en 1924, il est membre des Historic Hotels of America et des Historic Hotels of America depuis 2015.